# Matrična organizacija
Matrična struktura grupira zaposlenike prema funkciji i prema proizvodu. Ova struktura kombinira najbolje karakteristike tih odvojenih zasebnih organizacijskih struktura. Matrična organizacija često koristi timove zaposlenih da bi postigla neki cilj, kako bi iskoristila prednosti i nadoknadila mane funkcijskih i decentraliziranih struktura. Matrična struktura je jedna od najčišćih organizacijskih struktura (jednostavna imitacija rešetki) i kao takva se često pojavljuje u prirodi.
•	Slaba/funkcijska matrica: Projektni menadžer s organičenim autoritetom nadgleda kros-funkcijske aspekte projekta. Funkcijski menadžeri zadržavaju kontrolu nad resursima i područjima projekata.
•	Balansirana/funkcionalna matrica: Projektni menadžer nadgleda projekt, ali za razliku od slabe matrice, u balansiranoj on dijeli autoritet s funkcijskim menadžerima. Iako ovaj sustav najbolje koristi aspekte funkcijske i projektne strukture, najteže ga je održati zbog konflikta među funkcijskim i projektnim menadžerima.
•	Jaka/projektna matrica: Projektni menadžer ima svu odgovornost za projekt. Funkcijski menadžeri imaju savjetodavnu ulogu i raspoređuju resurse kako je potrebno.
Matrična struktura je jedna od tri glavne strukture uz funkcijsku i projektnu. Postoje i prednosti i mane matrične strukture. Jedna od glavnih mana je povećana kompleksnost hijerarhijskog lanaca i dualne odgovornosti.Zaposlenici u matričnoj strukturi odgovaraju projektnom ili proizvodnom menadžeru čiji autoritet teče vodoravno preko različitih funkcionalnih odjela, ali su također odgovorni i glavnom menadžeru funkcijskog odjela kojemu pripadaju. Još jedan nedostatak je veći broj menadžera po radniku što dovodi do konfliktnih lojalnosti samih radnika. Uz već navedene promjene u strukturi, matrična organizacija zahtjeva nove mehanizme potpore, organizacijsku kulturu i načine ponašanja. Matrični menadžment je dinamičniji od funkcionalnog zbog tog što je matrični menadžment kombinacija svih ostalih struktura i omogućava članovima tima da šire informacije. Također omogućava specijalizacije koje mogu produbiti znanje u specifičnom sektoru ili segmentu.